# Tillandsia roseoscapa
Tillandsia roseoscapa är en gräsväxtart som beskrevs av Eizi Matuda. Tillandsia roseoscapa ingår i släktet Tillandsia och familjen Bromeliaceae. Inga underarter finns listade i Catalogue of Life.